# IB3
IB3 est une chaîne de télévision régionale espagnole. Lancée en 2005, elle appartient au groupe de radio-télévision publique des Îles Baléares (Ens públic de radiotelevisió de les Illes Balears).
Média généraliste, elle diffuse des émissions d'information locale, des documentaires, des séries, du sport et des variétés, le tout uniquement en catalan (ou plus rarement en espagnol sous-titré). IB3 appartient à la fédération des organismes de radio et de télévision des autonomies, une association professionnelle regroupant les principales chaînes de télévision régionales publiques du pays.
La chaîne est diffusée sur le réseau hertzien (analogique et numérique) dans l'ensemble de la communauté autonome des Îles Baléares ainsi que sur certains transpondeurs de la télévision numérique terrestre catalane.
C’est ainsi qu’elle est diffusée sur le bouquet TNT de chaînes catalanes à Perpignan et dans les Pyrénées orientales.
Une version spécifique, baptisée IBSat, est reprise par le satellite Hispasat à destination des membres de la diaspora. Elle peut également être regardée en streaming sur internet.

## Description
La télévision régionale des Îles Baléares est créée en application de la loi 7/85 relative aux collectivités locales. Le décret initiant la société anonyme (officiellement désignée comme Televisió de les Illes Balears, SA) est signé le 22 mai 2004.
Les premiers tests de diffusion sont menés à partir du 1er mars 2005, à l'occasion du « Jour des îles baléares », fête commémorant la création du statut d'autonomie de la province. Les premiers bulletins d'information apparaissent quelques semaines plus tard, dans le courant du mois de mai. Émettant quelques heures par jour à l'origine, la chaîne diffuse en continu à partir du mois de janvier 2006.
Les premières émissions de IB3 sont à la fois en catalan pour ce qui est des productions propres à la chaîne (journaux télévisés, émissions de flux) et en espagnol pour certaines séries et films. Cette politique de bilinguisme de fait, menée sous la direction de María Umbert, est remise en question sous la présidence de son successeur Antoni Martorell qui institue à partir du mois d'octobre 2007 une politique visant à restreindre au maximum les productions non-catalanophones. Films et séries sont depuis lors doublées en catalan, et lorsque cela s'avère impossible, systématiquement sous-titrées dans cette langue (ayant statut de langue officielle dans la province à parité avec l'espagnol).

## Programmes
L'actualité (locale, régionale, nationale et internationale) tient une place importante à l'antenne, matérialisée par la présence du programme « Illes noticíes » et de trois éditions de « IB3 notícies », le journal télévisé de la rédaction. Après-midi et soirée sont marquées par la diffusion de séries, de films, de divertissements et de variétés.
Les studios de IB3 sont implantés à Calvià, une commune située à la périphérie de Palma de Majorque. La chaîne dispose de plusieurs bureaux régionaux à Minorque, Ibiza et Formentera, et d'une délégation nationale à Madrid.